# Послание президента России Федеральному собранию

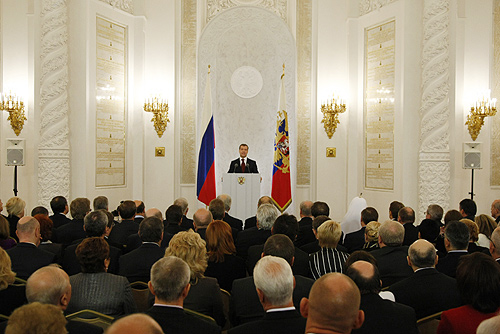
Дмитрий Медведев на обращении 2008 года в Большом Кремлёвском дворце

Послание Президента Российской Федерации Федеральному собранию — ежегодное обращение главы Российской Федерации к парламенту.
Является программным политико-правовым документом, выражающим видение Президента Российской Федерации стратегических направлений развития России на ближайшую перспективу. Включает в себя как положения политического, экономического, идеологического характера, так и конкретные предложения, касающиеся законотворческой работы парламента.
Традиционно оглашалось в Мраморном зале Московского Кремля (в 2016 году 14-й корпус Кремля, в котором располагался зал, был демонтирован и заменён парком).

## Из истории вопроса
Послание главы государства (президента, монарха) парламенту — исторически сложившаяся форма взаимодействия законодательной и исполнительной ветвей власти.
Так, в Великобритании каждая новая сессия парламента начинается с так называемой тронной речи монарха (англ. King's/Queen's speech), которая представляет собой программу законодательной работы парламента, предлагаемую правительством, а её утверждение парламентом равнозначно вынесению вотума доверия действующему правительству. Традиция обращения британского монарха с тронной речью к парламенту берёт своё начало с XIII столетия.
В США президент ежегодно обращается к Конгрессу с посланием «О положении страны» (англ. State of the Union address), первое такое послание было озвучено президентом Дж. Вашингтоном в 1790 году.
В Советском Союзе до учреждения поста Президента СССР явлений политической жизни, подобных посланиям, не существовало (это, очевидно, было связано с тем, что советская политико-правовая доктрина не признавала концепцию разделения властей), однако, по сути, их роль играли отчётные доклады ЦК КПСС Съездам партии.
После возникновения президентства в СССР в Конституцию СССР были внесены изменения, предусматривающие, что Президент СССР «…представляет Съезду народных депутатов СССР ежегодные доклады о положении страны; информирует Верховный Совет СССР о наиболее важных вопросах внутренней и внешней политики СССР», но ни один из таких докладов М. С. Горбачёв сделать попросту не успел ввиду краткосрочности пребывания в президентской должности. При этом М. С. Горбачёв обращался 31 марта 1990 года с посланием к Верховному Совету СССР, в котором предлагал «в приоритетном порядке рассмотреть и принять Постановление „О неотложных мерах по улучшению положения женщин, охране материнства и детства, укреплению семьи“», а также 13 апреля того же года — к Верховному Совету Литовской ССР и Совету Министров Литовской ССР, где указывал на недопустимость ситуации, при которой «…руководство республики принимает всё новые законодательные акты и решения, которые противопоставляют Литовскую ССР другим республикам и Советскому Союзу в целом».
В Российской Федерации норма об обращении главы государства с посланиями высшему законодательному органу впервые появилась в Законе РСФСР от 24 апреля 1991 года «О Президенте РСФСР», в соответствии с пунктом 3 статьи 5 которого Президент «…представляет не реже одного раза в год доклады Съезду народных депутатов РСФСР о выполнении принятых Съездом народных депутатов РСФСР и Верховным Советом РСФСР социально-экономических и иных программ, о положении в РСФСР, обращается с посланиями к народу РСФСР, Съезду народных депутатов РСФСР и Верховному Совету РСФСР. Съезд народных депутатов РСФСР большинством голосов от общего числа народных депутатов РСФСР вправе потребовать от Президента РСФСР внеочередного доклада».
Б.Н. Ельцин до принятия действующей Конституции РФ несколько раз обращался с посланиями непосредственно к народу России. В частности, 10 декабря 1992 года с трибуны VII Съезда народных депутатов РФ он обратился к гражданам с призывом сбора подписей за инициативу проведения референдума о доверии Президенту. 20 марта 1993 года он снова выступил, на этот раз с телевизионным обращением к народу РФ, в котором сообщил о назначении на 25 апреля того же года проведения всероссийского референдума, вошедшего затем в историю под названием «Да-да-нет-да».
После вступления в силу Конституции Российской Федерации 1993 года обращение главы государства с посланиями к парламенту приобрело характер ежегодной практики. Первое такое послание Президента Федеральному Собранию было озвучено 24 февраля 1994 года.
Институт обращений главы государства к парламенту существует и в большинстве бывших республик СССР (Беларусь, Грузия, Казахстан, Кыргызстан, Таджикистан, Узбекистан, Украина).

## Конституционно-правовой статус
Обращение главы Российского государства с ежегодными посланиями парламенту прямо предусмотрено действующей Конституцией Российской Федерации. В соответствии с пунктом «е» ст. 84 Конституции Российской Федерации, Президент Российской Федерации
обращается к Федеральному Собранию с ежегодными посланиями о положении в стране, об основных направлениях внутренней и внешней политики государства.
С сугубо правовой точки зрения, президентское Послание не является нормативным правовым актом главы государства и не обладает юридической силой. Законами не предусмотрена также и форма реагирования Федерального Собрания на послания Президента.
По своей конституционной природе Послание не может рассматриваться как юридический документ Президента, поскольку Конституцией предусмотрено только два вида правовых актов главы государства — его указы и распоряжения. При этом Послание является значимым политическим и программным документом, адресованным, по сути дела, не только парламенту, но и всем другим органам власти в Российской Федерации, обществу в целом. Поэтому справедлива характеристика таких посланий как политических актов с элементами распорядительных функций или как нормативно-политической формы деятельности главы государства.
Содержание и форма Послания в целом зависят от усмотрения Президента и какими-либо специальными правилами не регламентируются, не считая того, что Федеральным законом от 20 июля 1995 года № 115-ФЗ «О государственном прогнозировании и программах социально-экономического развития Российской Федерации» установлено следующее требование: «Ежегодное послание Президента Российской Федерации, с которым он обращается к Федеральному Собранию, содержит специальный раздел, посвященный анализу выполнения программы социально-экономического развития Российской Федерации на среднесрочную перспективу и уточнению указанной программы с выделением задач на предстоящий год» (ч. 2 ст. 5). Однако на практике это требование не соблюдается.
Палаты Федерального Собрания по итогам заслушивания президентских посланий нередко принимают специальные постановления, направленные на реализацию намеченных в посланиях законодательных мероприятий.
Федеральные органы исполнительной власти также реагируют на послания главы государства принятием соответствующих правовых актов, которыми устанавливаются меры по реализации поставленных Президентом задач. Пунктом 2.1 Типового регламента внутренней организации федеральных органов исполнительной власти, утверждённого Правительством РФ, предусмотрено, что «планирование работы федерального органа исполнительной власти по основным направлениям деятельности осуществляется на основе Послания Президента Российской Федерации Федеральному Собранию Российской Федерации, Бюджетного послания Президента Российской Федерации Федеральному Собранию Российской Федерации…».
Субъекты Российской Федерации в развитие положений Послания также принимают свои законы и иные нормативные правовые акты.
Всё сказанное свидетельствует о значительной роли, которую играют Послания Президента не только в политическом, но и в законо-, нормотворческом процессе в государстве.

## Время выхода в эфир
- Путин-2024
  - 2030 год. Послание Президента России Федеральному Собранию от 2030 года.
  - 2029 год. Послание Президента России Федеральному Собранию от 2029 года.
  - 2028 год. Послание Президента России Федеральному Собранию от 2028 года.
  - 2027 год. Послание Президента России Федеральному Собранию от 2027 года.
  - 2026 год. Послание Президента России Федеральному Собранию от 2026 года.
  - 2025 год. Послание Президента России Федеральному Собранию от 2025 года.
- Путин-2018
  - 2024 год. Послание Президента России Федеральному Собранию от 2024 года.
  - 2023 год. Послание Президента России Федеральному Собранию от 2023 года.
  - 2021 год. Послание Президента России Федеральному Собранию от 2021 года.
  - 2020 год. Послание Президента России Федеральному Собранию от 2020 года.
  - 2019 год. Послание Президента России Федеральному Собранию от 2019 года.
- Путин-2012
  - 2018 год. Послание Президента России Федеральному Собранию от 2018 года.
  - 2016 год. Послание Президента России Федеральному Собранию от 2016 года.
  - 2015 год. Послание Президента России Федеральному Собранию от 2015 года.
  - 2014 год. Послание Президента России Федеральному Собранию от 2014 года.
  - 2013 год. Послание Президента России Федеральному Собранию от 2013 года.
  - 2012 год. Послание Президента России Федеральному Собранию от 2012 года.
- Медведев-2008
  - 2011 год. Послание Президента России Федеральному Собранию от 2011 года.
  - 2010 год. Послание Президента России Федеральному Собранию от 2010 года.
  - 2009 год. Послание Президента России Федеральному Собранию от 2009 года.
  - 2008 год. Послание Президента России Федеральному Собранию от 2008 года.
- Путин-2004
  - 2007 год. Послание Президента России Федеральному Собранию от 2007 года.
  - 2006 год. Послание Президента России Федеральному Собранию от 2006 года.
  - 2005 год. Послание Президента России Федеральному Собранию от 2005 года.
  - 2004 год. Послание Президента России Федеральному Собранию от 2004 года.
- Путин-2000
  - 2003 год. Послание Президента России Федеральному Собранию от 2003 года.
  - 2002 год. Послание Президента России Федеральному Собранию от 2002 года.
  - 2001 год. Послание Президента России Федеральному Собранию от 2001 года.
  - 2000 год. Послание Президента России Федеральному Собранию от 2000 года.
- Ельцин-1996
  - 1999 год. Послание Президента России Федеральному Собранию от 1999 года.
  - 1998 год. Послание Президента России Федеральному Собранию от 1998 года.
  - 1997 год. Послание Президента России Федеральному Собранию от 1997 года.
- Ельцин-1991
  - 1996 год. Послание Президента России Федеральному Собранию от 1996 года.
  - 1995 год. Послание Президента России Федеральному Собранию от 1995 года.
  - 1994 год. Послание Президента России Федеральному Собранию от 1994 года.